# 埃农
埃农（法語：Hénon，法語發音：[enɔ̃]）是法国阿摩尔滨海省的一个市镇，位于该省中部偏东，属于圣布里厄区

## 地理
埃农（48°23'5"N, 2°41'1"W）面积40.87 平方千米，位于法国布列塔尼大區阿摩尔滨海省，该省份为法国西北部沿海省份，位于布列塔尼半岛北部，北濒大西洋英吉利海峡，西接菲尼斯泰尔省，南至莫尔比昂省，东临伊勒-维莱讷省。
与埃农接壤的市镇（或旧市镇、城区）包括：布雷昂、蒙孔图尔、普莱德朗、普莱米、普勒克-莱尔米塔日、凯苏瓦、圣卡勒克、特雷达涅勒。

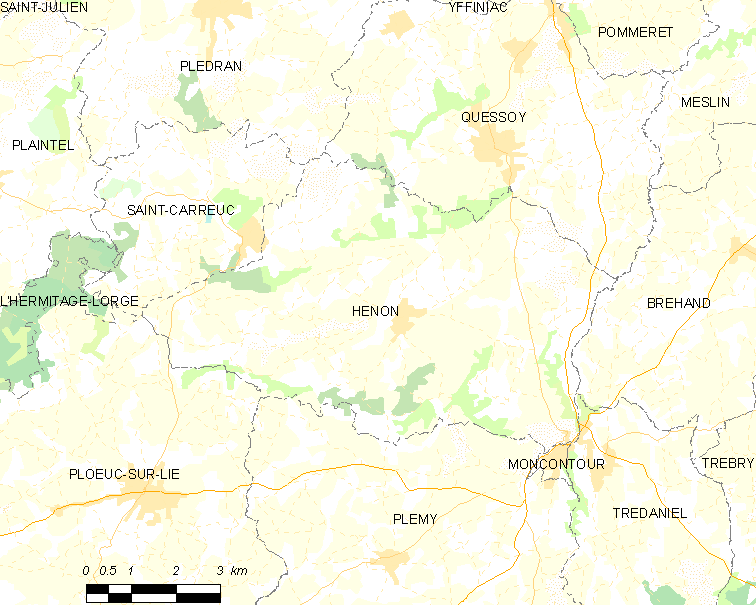
埃农的OSM定位图

埃农的时区为UTC+01:00、UTC+02:00（夏令时）。

## 行政
埃农的邮政编码为22150，INSEE市镇编码为22079。

## 政治
埃农所属的省级选区为普兰泰勒县。

## 人口

1962-2008年间埃农人口变化图示

埃农于2022年1月1日时的人口数量为2315人。